# Башня в Боллингене

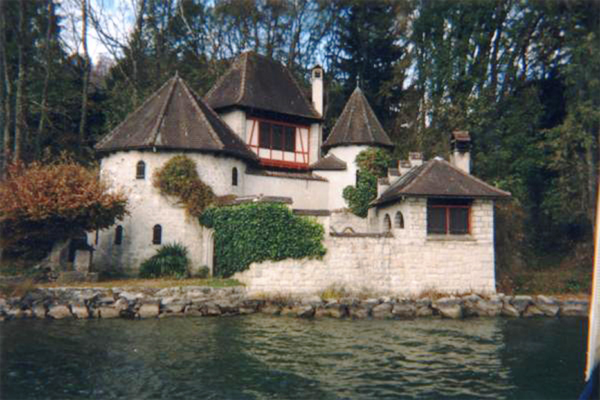
Вид на Башню с озера.

Башня в Боллингене — строение, созданное швейцарским психиатром и психологом Карлом Густавом Юнгом. Оно представляет собой небольшой замок с несколькими башнями, расположенный в деревне Боллинген на берегу Цюрихского озера, в верхней его части.

## История

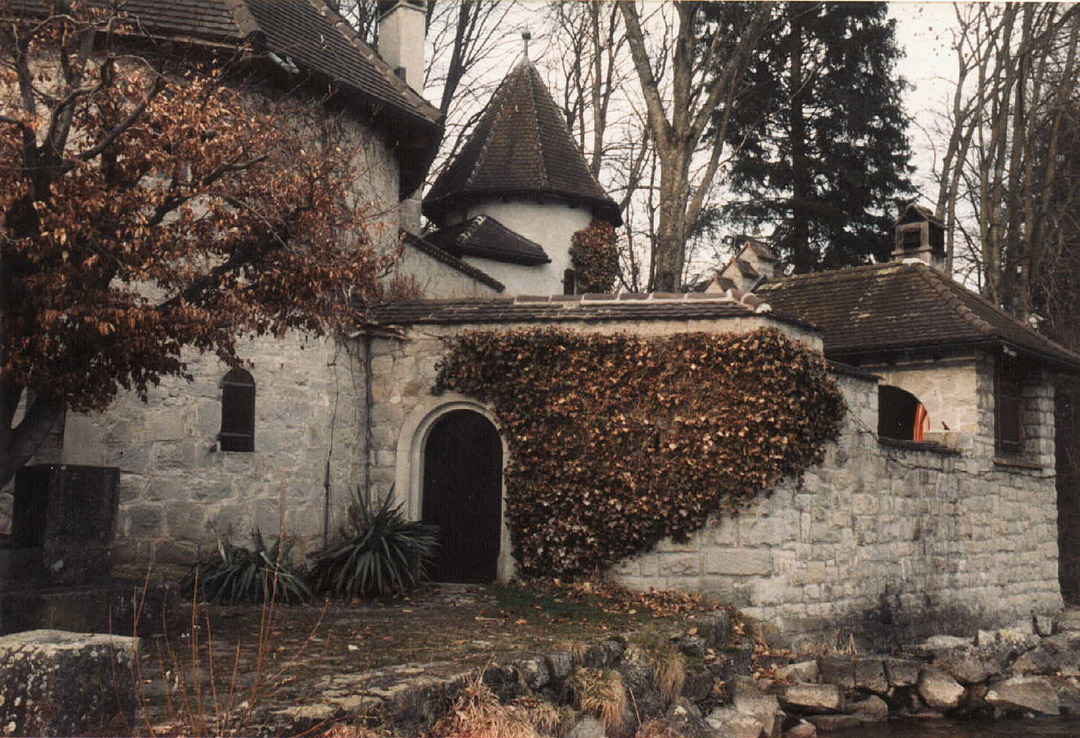
Вход в башню

Юнг приобрел это владение в 1922 году, после смерти матери. Он начал строительство с примитивного круглого жилища, которое в итоге стали называть Башней (нем. Turm). Строительство совершалось в четыре основных этапа, в течение которых были добавлены три боковых пристройки, создан внутренний огороженый двор и причал для лодок. В мемуарах Юнг писал, что строительство Башни было для него воплощенным в камне исследованием структуры психики.
В 1950 году в связи с 75-летием Юнг установил в Боллингене камень кубической формы, к западу от Башни, и высек надписи на трёх его сторонах.
На одной стороне — цитату из алхимического трактата XVI века Rosarium philosophorum. Он был опубликован в 1550 году как часть II журнала De Alchimia Opuscula complura veterumphilusphorum (Франкфурт). Термин четки в названии не имеет отношения к католическим четкам ; это относится к « розарию », метафорическому элементу антологии или сборнику мудрых высказываний:

hic lapis exilis extat, pretio quoque vilis, spernitur a stultis, amatur plus ab edoctis

Вот лежит камень, он невзрачен,

Цена его до смешного мала.

Но мудрый ценит то,

Чем пренебрегают глупцы.
Также на этой стороне Юнг сделал надпись-посвящение: IN MEMORIAM NAT[ivitati]S DIEI LXXV C G JUNG EX GRAT[itudine] FEC[it] ET POS[uit] A[nn]O MCML («в память о своем 75-летии К. Г. Юнг с благодарностью сделал и установил, в году 1950»).
На второй стороне камня Юнг высек фигуру Телесфора, невысокого человечка с фонарем и во фригийском колпаке, а вокруг — надпись по-гречески.
Третья сторона покрыта латинскими надписями.
В течение жизни Юнг зачастую подолгу жил в Боллингене, по нескольку месяцев в году, там он работал над многими своими исследованиями, занимался рисованием и скульптурой.
Ныне это владение принадлежит потомкам Юнга и закрыто для доступа посетителей.

## Галерея

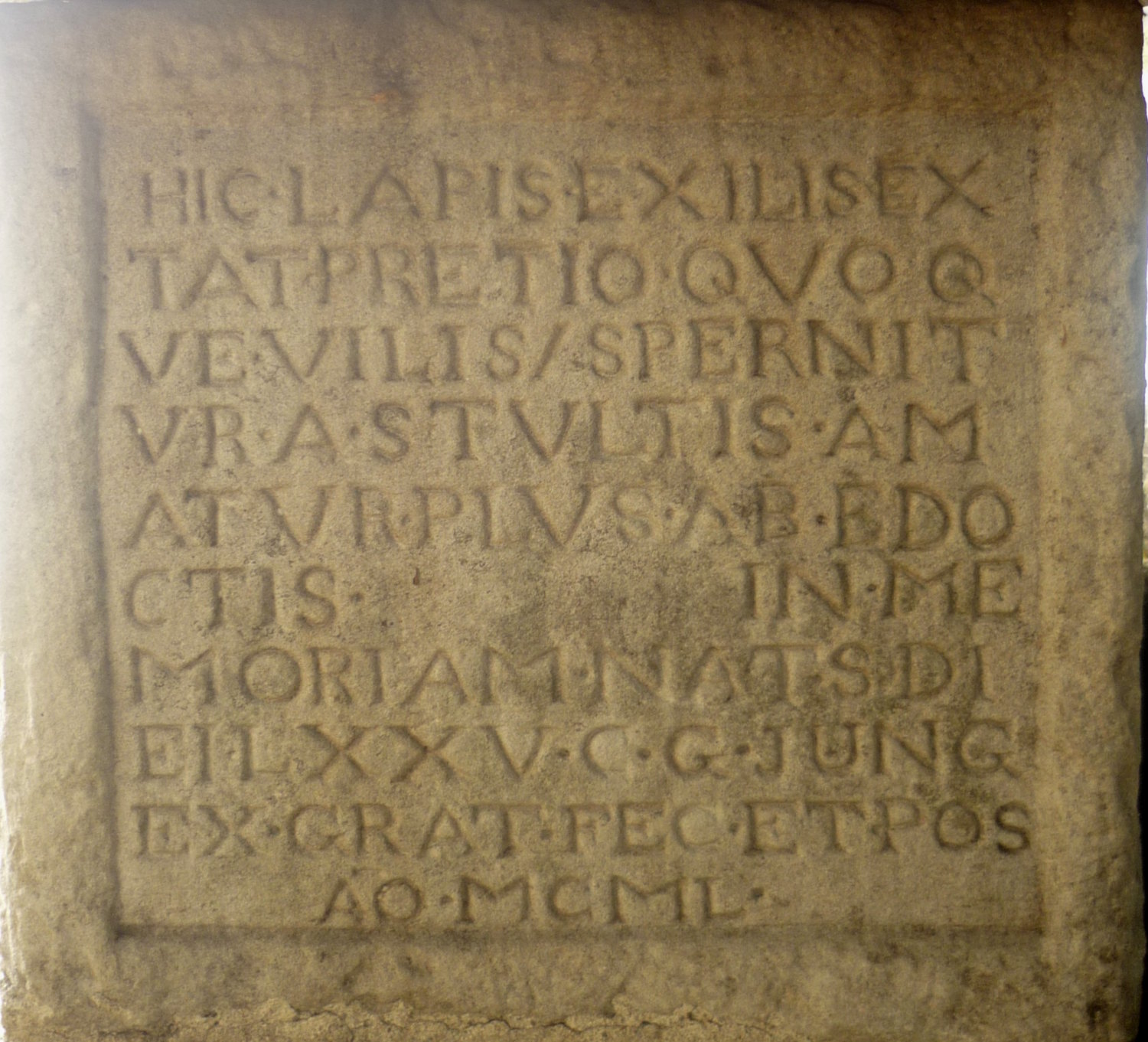
Цитата из Rosarium и посвящение Юнга
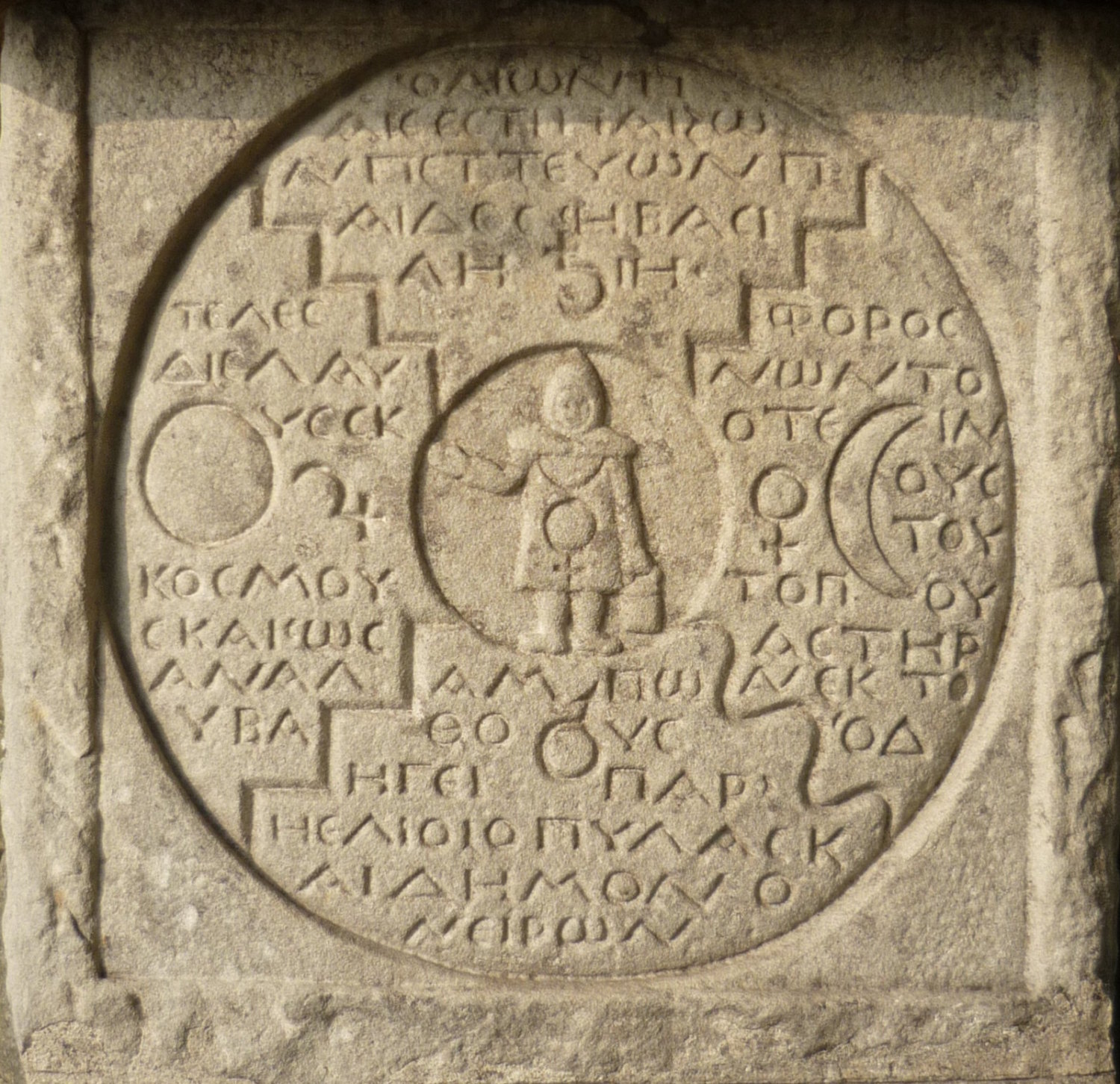
Надпись по-гречески
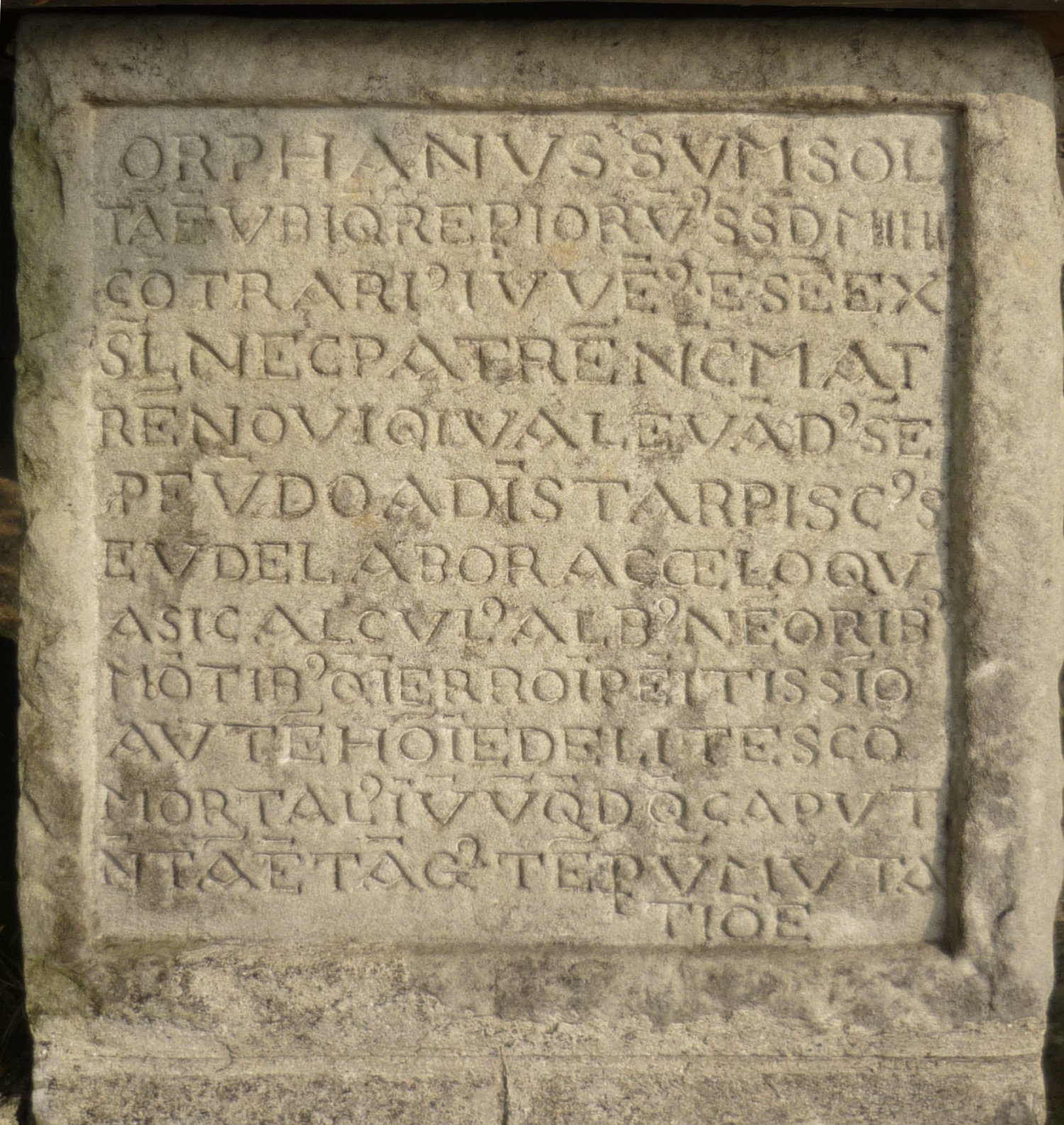
Надпись на латыни